# Col·legi Fuster
El Col·legi Fuster és un edifici de Santa Coloma de Gramenet (Barcelonès) protegit com a Bé Cultural d'Interès Local.

## Descripció
Es tracta d'un edifici entre mitgeres de planta baixa i planta pis amb coberta plana. Disposa d'un carreró lateral que serveix d'accés a l'espai interior d'illa on se situen les instal·lacions esportives.
La façana presenta quatre grans balconeres d'arc de mig punt que formen dos balcons correguts. Aquests tenen baranes de ferro forjat. Destaca la barbacana de teula suportada per permòdols.